# Arganthomyza setiplanta
Arganthomyza setiplanta is een vliegensoort uit de familie van de Anthomyzidae. De wetenschappelijke naam van de soort werd voor het eerst geldig gepubliceerd in 1987 door Roháček.